# شهرستان درمیان
شهرستان دَرمیان به مرکزیت شهر اسدیه، یکی از شهرستان‌های استان خراسان جنوبی در ایران است.
این شهرستان در شرق شهرستان بیرجند، جنوب شهرستان قائن و شمال شهرستان سربیشه واقع است و در حال حاضر دارای چهار بخش مرکزی، میاندشت، قهستان و گزیک، ۸ دهستان و ۴ نقطه شهری است. شهرستان درمیان، تا سال ۱۳۸۴ یکی از بخش‌های شهرستان بیرجند بود که در این سال و پس از تشکیل استان خراسان جنوبی، جدا شده و به شهرستان تبدیل شد.

## تقسیمات کشوری
- بخش مرکزی
  - دهستان درمیان
  - دهستان نوغاب

شهرها: اسدیه
- بخش قهستان
  - دهستان کوشکک
  - دهستان قهستان

شهرها: قهستان
- بخش گزیک
  - دهستان طبس مسینا
  - دهستان گزیک

شهرها: طبس مسینا و گزیک
- بخش میاندشت
  - دهستان فخرود
  - دهستان میادشت

## معرفی
کلمه درمیان برگرفته از عنوان روستائی به همین نام است، که به به دلیل قرار گرفتن در حصار کوه‌های بلند این نام را بر آن نهاده‌اند. این روستا تا اوایل دهه گذشته مرکز بخش درمیان بود و در یازده کیلومتری مرکز فعلی و جنوب شهرستان واقع است، شهرستان درمیان امروز با وسعت معادل ۵۷۹۷ کیلومتر مربع در موقعیت جغرافیائی ۵۹ درجه و ۲۸ دقیقه تا ۶۰ درجه و۴۷ دقیقه طول شرقی و ۳۲ درجه و۳۲ دقیقه تا ۳۳درجه و۲۱دقیقه عرض شمالی قرار گرفته، شمال این شهرستان به شهرستان قائنات جنوب به شهرستان سربیشه غرب به شهرستان بیرجند و شرق آن با مرزی به طول۷۰ کیلومتر به استان شیندند افغانستان متصل است. این شهرستان از چهار بخش به نام گزیک در شرق، مرکزی و میاندشت در مرکز و قهستان در غرب تشکیل شده و ۸ دهستان را در بر می‌گیرد؛ که عبارتند از دهستان درمیان، نوغاب، میاندشت، فخرود، قهستان، کوشکک، گزیک و طبس مسینا، بر اساس آخرین تغییرات این شهرستان دارای چهار نقطه شهری به نام اسدیه، قهستان، طبس مسینا و گزیک است. تعداد آبادی‌های دارای سکنه شهرستان برابر آخرین سالنامه آماری ۱۴۷ پارچه آبادی است و تعداد ۲۶ آبادی فاقد سکنه نیز در شهرستان وجود دارد. تعداد ۸۳ روستای بالای بیست خانوار ودارای دهیاری در شهرستان وجود دارد
این شهرستان بر اساس مصوبه شماره ۶۷۵۸/ت /۳۱۳۵۸ک مورخه ۱۱/۲/ ۸۴ هیئت دولت از بخش به شهرستان ارتقاء یافت.

### جمعیت
جمعیت این شهرستان بر طبق سرشماری سال ۱۳۹۰، برابر با ۵۵٬۰۸۰ نفر بوده است.

### ویژگی‌های طبیعی
شهرستان درمیان به لحاظ زمین ساخت از دو حوزه آبریز موازی تشکیل گردیده که شمال جنوب و غرب این حوزه را ارتفاعات در برمی گیرد؛ و رشته ارتفاعات مرکزی شهرستان نیز حوزه آبریز دشت اسدیه و طبس را از دشت گزیک مجزا می‌سازد. در مجموع حدود دو سوم وسعت شهرستان را دشت‌ها و یک سوم را مناطق کوهستانی در بر می‌گیرد. آب و هوای شهرستان نیز در زمستان سرد و در تابستان گرم و خشک است یکی از ویژگی‌های اقلیمی شهرستان وزش طوفان‌های شدید در فصل تابستان است که در مناطق شرقی بر شدت آن افزوده می‌شود.
میانگین بارندگی شهرستان در حد ۱۴۹ میلی‌متر در سال است که بر اساس اطلاعات ایستگاه اسدیه به‌دست آمده است. اما در مناطق مرتفع میزان بارنگی بیش از این رقم بوده و به ۴۰۰ میلی‌متر نیز در برخی مناطق می‌رسد.